# Client de poștă electronică
Un client de poștă electronică este un program specializat pentru managementul mesajelor e-mail.  
Acesta poate transmite și primi mesaje și poate filtra mesajele în funcție de anumite criterii. Clientul de poștă electronică mai este numit în limbaj tehnic MUA (Mail User Agent) și interacționează direct cu un MTA (Mail Transfer Agent) pentru trimiterea mesajelor și primește mesajele, folosind protocoale speciale, cum ar fi POP3 (Post Office Protocol) și/sau IMAP (Internet Message Access Protocol).

## Exemple de clienți de poștă electronică
- Incredimail
- KMail
- Microsoft Outlook
- Outlook Express
- Sendmail
- Mozilla Thunderbird
- SeaMonkey
- mutt
- Opera M2
- pine
- The Bat